# Nawarat Taecharatansprasert
Nawarat Taecharatanpraset (นวรัตน์ เตชะรัตนประเสริฐ /  นวรัตน์ เจริญลาภ /เกรซ), née le 9 septembre 1996, est une actrice thaïlandaise.

## Filmographie[1]
- 2005 : เอ๋อเหรอ
- 2006 : A bite of Love (ข้าวเหนียวหมูปิ้ง)
- 2006 : Dangerous Flowers (ไฉไล  / Chai Lai/ Espionnes de charmes)
- 2006 : Khan Kluay (ก้านกล้วย  / Khan Kluay) (dessin animé) (voix)
- 2008 : Pirate of the Lost Sea (สลัดตาเดียวกับเด็ก 200 ตา)[2],[3]
- 2008 : Nak (นาค) (dessin animé) (voix)
- 2008 : Somtum (ส้มตำ)
- 2009 : Force of Five (หัวใจฮีโร่  /  Power kids 5)